# اچ‌ام‌اس ساوت‌همپتون (۱۶۹۳)
اچ‌ام‌اس ساوت‌همپتون (۱۶۹۳) (به انگلیسی: HMS Southampton (1693)) یک کشتی بود که طول آن ۱۲۱ فوت ۹ اینچ (۳۷٫۱ متر) بود.